# Drmoul
Drmoul (en allemand : Dürrmaul) est une commune du district de Cheb, dans la région de Karlovy Vary, en République tchèque. Sa population s'élevait à 1 013 habitants en 2020.

## Géographie
Drmoul se trouve à 4 km au sud-ouest de Mariánské Lázně, à 27 km au sud-est de Cheb, à 36 km au sud-sud-ouest de Karlovy Vary et à 128 km à l'ouest-sud-ouest de Prague.
La commune est limitée par Velká Hleďsebe au nord, par Mariánské Lázně à l'est, par Trstěnice au sud et par Tři Sekery à l'ouest.

## Histoire
La première mention écrite de la localité date de 1366.